# رباعي كلوريد السيلينيوم
رباعي كلوريد السيلينيوم هو مركب كيميائي صيغته SeCl4، ويوجد على شكل صلب أبيض إلى أصفر اللون.

## التحضير
يحضر المركب من التفاعل المباشر للعنصرين المكونين له، الكلور والسيلينيوم:
{\displaystyle \mathrm {Se+2\ Cl_{2}\longrightarrow SeCl_{4}} }

## الخواص
يوجد المركب في الشروط القياسية على شكل صلب بلوري، ذي لون أبيض إلى أصفر؛ وهو يتفكك عند التماس مع الماء إلى حمض السيلينوز وحمض الهيدروكلوريك:
{\displaystyle \mathrm {SeCl_{4}+3\ H_{2}O\longrightarrow H_{2}SeO_{3}+4\ HCl} }
للمركب بنية جزيئية ذات شكل متأرجح تتكون من بنية مكعبية رباعية القسيمات.

## الاستخدامات
يمكن أن يستخدم المركب من أجل الحصول على مركبات السيلينيوم الأخرى.